# Ахатина
Ахати́на гіга́нтська (лат. Lissachatina fulica або лат. Achatina fulica) або Гігантський африканський равлик — вид наземних молюсків класу черевоногих (Gastropoda) підкласу легеневих (Pulmonata) родини Achatinidae. Найбільший наземний равлик в світі, широко розповсюджений в тропічних і субтропічних країнах, де є сільськогосподарським шкідником. Високоінвазивний вид, лише завдяки суворому карантину змогли запобігти інвазії равлика в США, Японії та Австралії. В країнах Європи з помірним кліматом, зокрема в Україні, виживання виду в природі неможливе, тому ахатина гігантська популярна як домашня тварина.

## Фізіологія

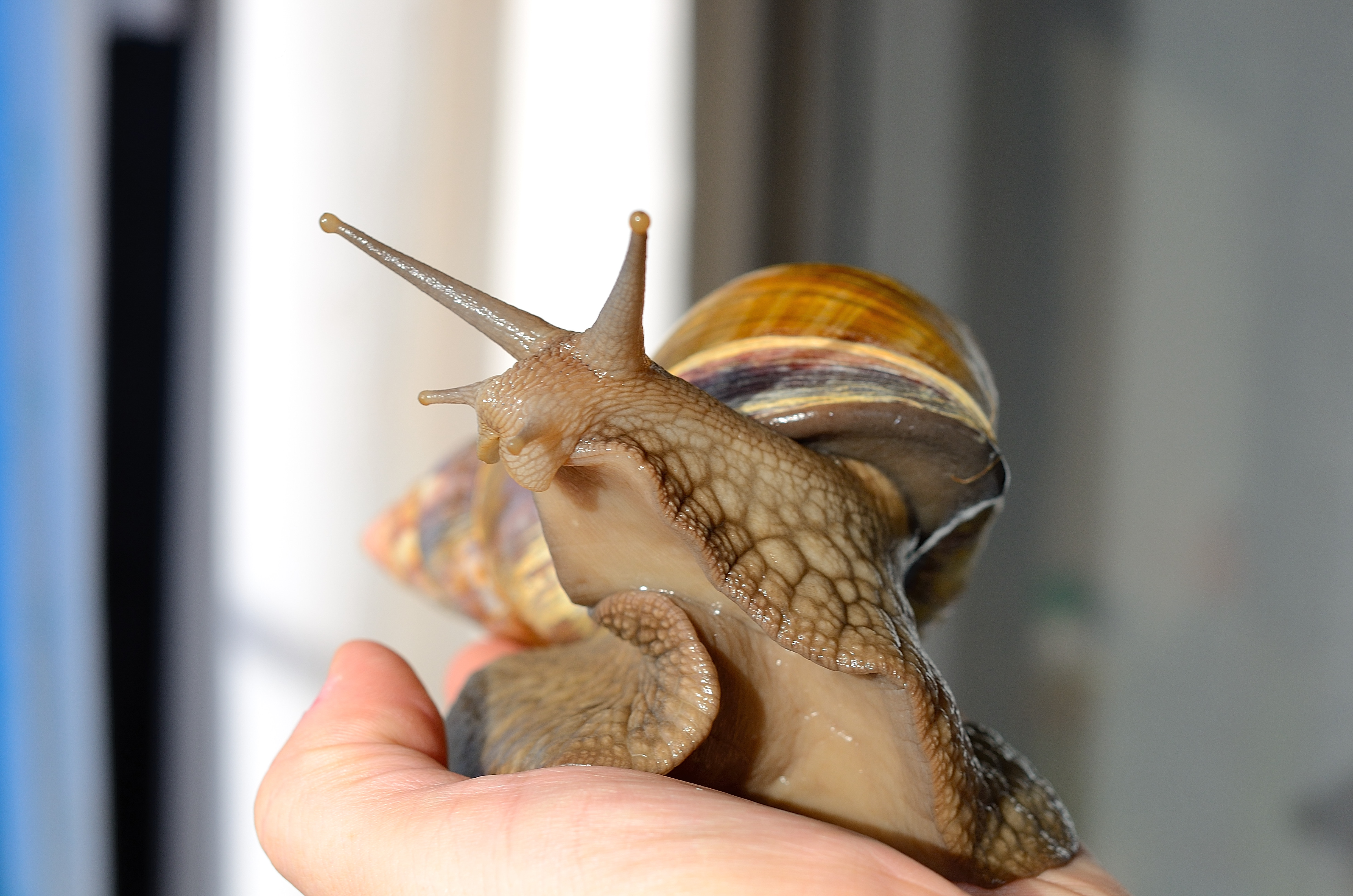
Ахатина гігантська порівняно з людською рукою

В природі ахатина гігантська може досягати маси в 450 грамів та нарощувати мушлю завдовжки до 40 сантиметрів. У неволі зазвичай розміри удвічі менші. Колір мушлі варіюється залежно від раціону, зазвичай вона смугаста, жовтих і червоно-коричневих відтінків. Молюск активний при температурі від 9° C до 29° C, при температурі від 2° C до 8° C впадає в сплячку. Ахатини харчуються зеленими частинами рослин і плодами. Для побудови раковини ахатина охоче поїдає вапняні породи, раковини мертвих молюсків, крейду і шкаралупу яєць. Ахатини — гермафродити, тобто кожна особина має як чоловічі, так і жіночі статеві органи. При низькій щільності популяції можливе самозапліднення.
Число яєць в кладці близько 200, равлик може робити 10-12 кладок щороку. Розмір одного яйця становить 4,5-5,5 мм, за формою воно нагадує куряче. Яйця мають білий колір і досить щільну шкаралупу. Розвиток ембріонів можливий при температурі від 24° C і триває від декількох годин до місяця. Новонароджені ахатини перші кілька днів харчуються залишками власного яйця. Ахатини досягають статевої зрілості в 6-15 місяців і живуть до 5-6, іноді 10 років. Ведуть переважно нічний спосіб життя, хоча у вологу погоду можуть виповзати і вдень. Зазвичай же світлий час доби вони проводять в затишних місцях, закопуючись в ґрунт. Попри розміри та масу, цей равлик здатен вилазити на дерева.

## Поширення

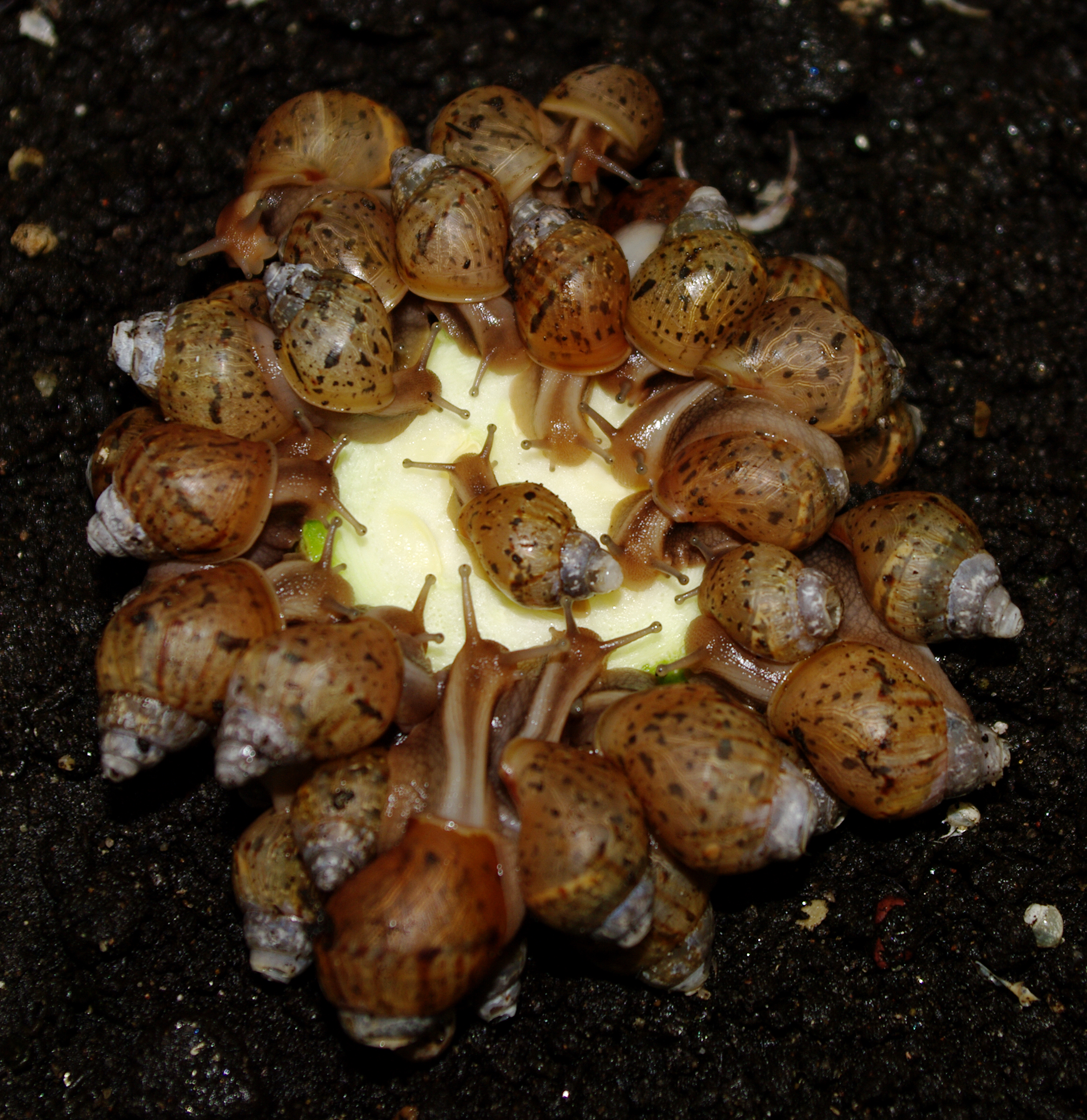
Молоді молюски

Ахатина гігантська походить з узбережь Східної Африки, де мешкає у теплому вологому кліматі. Випадковим чином або як джерело їжі молюск був рознесений людиною по інших континентах. До початку XIX століття равлик потрапив на Мадагаскар, у Мавританію, на Коморські острови, Майотту та Реюньйон. Імовірно в 1847 його було занесено натуралістами до Індії та в 1900-х на Шрі-Ланку, поширився в Непал і з вантажами потрапив на Малайський півострів. Незадовго до початку Другої світової війни і під час неї равлика було рознесено японцями по Південно-східній Азії, Тайваню і численних островах Тихого океану. В 1980 ахатина гігантська опинилася на Карибських островах, Мартиніці, у Гваделупі. В 1990-х молюска виявлено в Бразилії, Колумбії, Еквадорі, Перу. Також він з'явився у Південній Африці, Гані й Марокко. Інвазію ахатини гігантської до Австралії, Японії та США було успішно зупинено впродовж другої половини XX століття.

## Харчування
Гігантські африканські равлики рослиноїдні. Вони харчуються широким спектром як зелених частин рослин, так і плодів. Молоді молюски віддають перевагу рослинам, що розкладаються, та одноклітинним водоростям; дорослі часто споживають плоди. 
Інколи вони їдять крейду харчову, перемелені шкарлупи яєць, остови каракатиць. Всі ці матеріали слугують ахатинам джерелами кальцію для зростання мушлі. В деяких випадках можуть поїдати представників свого виду. Такі випадки трапляються, якщо молюска годували тваринним білком. 
Ахатини гігантські потребують близько 18% білків в раціоні для оптимального розвитку, які отримують з овочами та фруктами.

## Екологічне значення
Цими молюсками харчуються багато видів гризунів, кабани, наземні ракоподібні та інші види равликів. Ахатини гігантські розкладають і споживають мертву рослинність, тому мають важливе значення в кругообігу речовин у природі. Цей вид також є господарем паразитичних організмів, таких як Angiostrongylus cantonensis (щурячий легеневий черв’як), бактерія Aeromonas hydrophila, гриб Phytophthora palmivora.

## Значення для людини

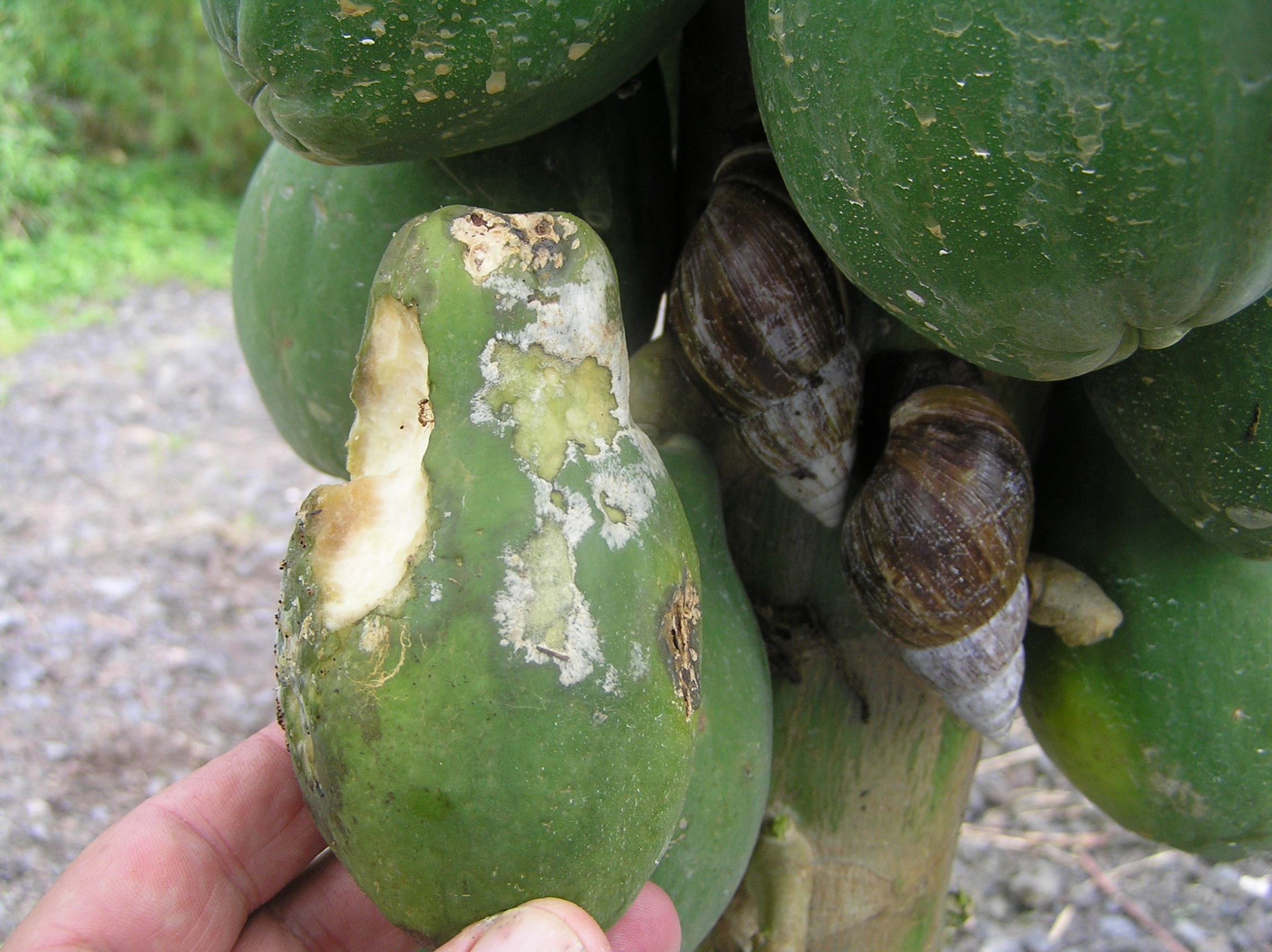
Молоді ахатини та пошкоджена ними папая

Ахатина гігантська є шкідником сільськогосподарських рослин у тропічних і субтропічних регіонах та розносником хвороб і паразитів як рослин (какао, чорний перець, кокосова пальма, папая, ваніль, баклажан, мандарин), так і тварин і людини. Зокрема, равлики розносять збудників менінгоенцефаліту. Міжнародним союзом охорони природи їх внесено до переліку 100 найінвазивніших видів у світі.
Для боротьби з поширенням ахатини гігантської застосовуються фізичне знищення молюсків і кладок їх яєць, встановлення огорож. Хімічними засобами боротьби є метальдегід, хлорид натрію, що спричиняють зневоднення і загибель молюсків. Виявлено репелентний ефект екстрактів каскабели й аннони.
В країнах з помірним кліматом ахатини часто утримуються як домашні тварини. Молюсків поміщають в тераріуми щонайменше втричі більші за розміри равлика з вологим ґрунтом за температури 22-28°C. Годують фруктами й овочами, такими як кабачок, морква, селера, гарбуз, яблуко, помідор, огірок, баклажан, кавун. Ріст мушлі вимагає окремого джерела кальцію, також необхідне джерело чистої води. З огляду на високу інвазивність виду, в деяких країнах, таких як США, утримання вдома ахатини гігантської незаконне.
Слиз цих молюсків застосовується в косметології для виготовлення кремів, що стимулюють виробництво колагену. Збір слизу не завдає шкоди тварині та не вимагає спеціального впливу на неї. Цей вид слугує дешевим кормом для риб і курей, сировиною для виготовлення добрив. Також ахатина гігантська, коли її приготувати, може вживатися в їжу людиною.